# Приключения полевого мышонка
«Приключения полевого мышонка» (англ. Little Mouse on the Prairie, кит. 大草原上的小老鼠, дословно — Мышонок из прерий) — совместный американо-китайский детский мультсериал компаний Saban Entertainment и Afanti International Animation.
Транслировался на каналах Fox Kids, Fox Family Channel и CCTV. В России его показывали в рамках детского блока Fox Kids Russia на РЕН ТВ, а также на СТС. В Китае было выпущено несколько комиксов, повторяющих сюжет мультсериала.

## История создания
Мультсериал частично основан на детской книге Стивена Косгроува «Little Mouse on the Prairie», впервые опубликованной в 1978 году. В ней рассказывается об очень трудолюбивой мышке Твизл Ди, которая никогда не веселится и занята только подготовкой к зиме. В то же время другие обитатели прерий беззаботно проводят время в развлечениях, в результате чего зимой оказываются в отчаянном положении. Они просят помощи у Твизл, и в дальнейшем учатся друг у друга совмещать работу и веселье.
Активная разработка сериала шла с 1993 по 1995 год. Над ним работало около 400 художников, бюджет составил более 30 миллионов китайских юаней (4,9 миллиона долларов). Это первый мультсериал китайского производства, вышедший в международный прокат.

## Описание
Мультсериал представляет собой приключения мышонка Осгуда, приехавшего в деревню из большого города к своим дяде и тёте, чтобы познать все прелести фермерской жизни. Здесь он знакомится со своей кузиной Твизл Ди, её лучшими друзьями — Джереми, Блоссом, Шлёпом, Свини, а также с парочкой ленивых и жадных котов — Би Си и Колом. Всего в мультсериале 18 постоянных персонажей, все являются антропоморфными животными. Эпизодических персонажей нет, а в тех немногих эпизодах, где показывается массовка, можно заметить, что в большинстве случаев её составляют всё те же основные персонажи, только переодетые в другую одежду и имеющие незначительные изменения во внешнем виде.
В течение года, пока Осгуд живёт в деревне, он и его новые друзья попадают в различные жизненные ситуации, вместе играют, помогают взрослым и участвуют в конкурсах. Нередко они враждуют с Би Си и Колом, которые практически всегда следуют за ними по пятам, подстраивают всяческие козни и воруют еду. Хотя бывают моменты, когда ребята и коты друг другу помогают.
Действие мультсериала происходит в маленькой деревне Сквики Корнерс (англ. Squeaky Corners, дословно — «Пискливые уголки»), расположенной где-то в североамериканских прериях. С запада деревню окружает так называемый «Страшный лес» — область, покрытая голыми деревьями, в которой очень легко заблудиться и которой почти все персонажи сторонятся. Время действия также не указано, но, скорее всего, оно соответствует первой половине XX века: в серии «Гений свалки» Осгуд рисует в стиле супрематизма, появившегося в первой половине 1910-х годов; в крупных городах присутствуют небоскрёбы, а по железным дорогам ещё ходят паровозы.
Серии идут не совсем в хронологическом порядке. Мультсериал начинается уже с того момента, когда Осгуд успел некоторое время пожить в деревне. Далее события идут в разброс, при этом некоторые половины соседних серий соответствуют правильной хронологии. Серия «Нарядное платье» по времени действия самая ранняя, а заключительная серия «Снова дома» самая поздняя.

## Персонажи

### Дети
- Осгуд Ди (англ. Osgood Dee) — полевой мышонок с рыжими волосами, приехавший в деревню из большого города. Обычно носит белую рубашку с коричневыми штанами и красную кепку. Умён, изобретателен, но при этом излишне наивен. Из-за того, что он родом из города, иногда проявляет самодовольство и лень. Осгуд отлично чинит сломанные вещи, однако совершенно не умеет готовить. Страдает многими видами аллергии, в том числе на полевые цветы, ягоды и даже на шоколад. Мечтает стать отличным фермером и очень грустит, если ему приходится на время покинуть друзей и вернуться в город. Озвучивание — Майкл Сорич.
- Твизл Ди (англ. Tweezle Dee) — полевая мышка с длинными светлыми волосами, кузина Осгуда. Обычно носит фиолетовую клетчатую рубашку и синие штаны, однако часто любит наряжаться в красивые платья. Опытная фермерша. Умна, трудолюбива и упорна. В отличие от своего брата далеко не так наивна. Безгранично любит свою семью, при этом может иногда соперничать с Осгудом за внимание со стороны родителей. Твизл Ди — единственный оригинальный персонаж из книги. Озвучивание — Мелоди Ли.
- Джереми (англ. Jeremiah) — зелёный лягушонок, носящий синий комбинезон поверх сиреневой майки, а также соломенную шляпу. Обожает прыгать и не представляет свою жизнь без прыжков. Очень резв и почти всегда в движении.
- Блоссом (англ. Blossom) — серая крольчиха с рыжими косичками. Одета в длинное бело-голубое платье, похожее на платье Алисы из мультфильма «Алиса в стране чудес». Является лучшей подругой Твизл. Очень добра, умна и сообразительна, несколько болтлива. Ей нравится Осгуд, но из-за своей стеснительности не может сказать ему этого напрямую, поэтому часто придумывает различные способы привлечения его внимания, начиная от приглашений на пикник и заканчивая ложными призывами о помощи. Осгуд в свою очередь тоже иногда проявляет к ней интерес, а в одной серии признался во взаимности чувств. Блоссом имеет некоторые отличия во внешнем виде в зависимости от серии. Самым главным является её чёлка на голове, которая на протяжении мультсериала принимает две разные формы. В серии «Блоссом кричит волк» в некоторых моментах чёлки и вовсе не было видно. Вместе с тем немного отличается и её фигура[12]. Озвучивание — Уэнди Дэй.
- Шлёп (англ. Flaps) — в меру упитанный белый утёнок, носящий оранжевую кепку с козырьком назад, оранжевый жилет и кеды. Один из немногих персонажей, умеющих летать, хотя взлетает Шлёп с большим трудом из-за своего веса. Больше всего на свете любит поесть, причём может съесть практически всё, что съедобно (даже червей для рыбалки) и сам является неплохим кулинаром. Умеет играть на скрипке. Русский дубляж — Владимир Маслаков.
- Свини (англ. Sweeny) — коричневая ласка. Носит старый бирюзовый пиджак и восьмиклинку. Любит приключения, иногда ленив и трусоват. Часто рассказывает всякие небылицы с самим собой в главной роли. Не раз из-за таких выдуманных историй вовлекал своих друзей в крупные неприятности. Но, несмотря на это, он всегда остаётся душой компании и надёжным другом.

### Коты
- Би Си (англ. B.C.) — толстый серый кот. Носит зелёную клетчатую рубашку и чёрный котелок. Очень ленив, хитёр и груб. В мультсериале является главным злодеем, хотя все его злодейства в основном ограничиваются воровством еды, мошенничеством или подстройкой мелких козней. Не любит работать, зато всегда находит время, чтобы поесть или поспать. Обожает собирать различный хлам, чем вызывает недовольство у соседей. Живёт в старой лачуге на берегу реки вместе с приятелем Колом, которого чаще всего использует, как своего бесплатного работника. Нередко может проявлять себя и как положительный персонаж. Озвучивание — Стив Крамер.
- Кол (англ. Cal) — худой рыжий кот с облезлым хвостом. Носит старый красный комбинезон и рваные ботинки. Страдает анизокорией. Глуповат, податлив и очень неуклюж, но далеко не так жаден и груб, как Би Си. Живёт вместе с ним и почти всегда ему подчиняется, в частности готовит для него еду, убирает дом и помогает устраивать козни. Однако считает Би Си своим лучшим и единственным другом. Озвучивание — Майкл Сорич.

### Другие персонажи
- Викки (англ. Vikki) — рыжая белка с пушистым хвостом, одетая в длинное бело-сиреневое платье. Очень хозяйственна и трудолюбива. Главная страсть в жизни — орехи, поисками которых она занята большую часть времени. Живёт в дупле.
- Фанг (англ. Fang) — летучий мышонок, друг Осгуда. Носит голубую майку и голубую кепку с козырьком назад. Наверно единственный персонаж, который не считает Страшный лес страшным, так как он там живёт. Тем не менее достаточно робкий. Ведёт преимущественно ночной образ жизни, чем иногда вызывает недовольство у друзей. В случае, если друзья теряются в Страшном лесу, Фанг прилетает к ним на выручку.
- Ар. Ди (англ. R. Dee) — мышь со светлыми волосами и усами, обычно носящий рабочий комбинезон. Глава семейства Ди. Папа Твизл и Битти, и дядя Осгуда. Опытный и уважаемый в деревне фермер. Владелец крупного участка земли, где он и проводит большую часть времени.
- Молли Ди (англ. Molly Dee) — мышь, одетая в длинное жёлто-белое платье. Мама Твизл и Битти, и тётя Осгуда. Большую часть времени занята домашним хозяйством и воспитанием своих дочерей. Один из лучших кулинаров в деревне. Озвучивание — Уэнди Дэй.
- Битти Ди (англ. Bitty Dee) — маленькая полевая мышка, сестрёнка Твизл Ди. Очень непоседлива, за ней постоянно нужен глаз да глаз. В одной из серий ускользнула из-под надзора взрослых, в результате чего её искали всей деревней.
- Дедушка Усатик (англ. Grandpa Whiskers) — мышь пожилого возраста с длинной белой бородой, дедушка Осгуда, Твизл Ди и Битти. Носит красную пижаму и домашние тапочки, причём даже на улице. Добр, мудр, достаточно часто страдает склерозом. Отлично разбирается в музыке, умеет играть на скрипке и музыкальной пиле. Дети его обожают за интересные рассказы, а также за возможность у него немного подзаработать. Вдовец, о личности жены ничего неизвестно. Озвучивание — Стив Крамер.
- Мисс Мерси (англ. Ms. Mercy) — белая мышь пожилого возраста, подруга дедушки Усатика. Носит сиреневое платье и зелёный платок, в разных сериях имеет белые и зелёные глаза. Знает много целебных снадобий и полезных удобрений, но если она случайно забывает надеть свои очки, то они могут превратиться в настоящую отраву. Озвучивание — Уэнди Дэй.
- Мистер Пекер (англ. Mr. Packer) — серый крыс. Является мэром деревни, предпринимателем и владельцем крупнейшего магазина в деревне «Лавки у Пекеров», куда часто заходят все остальные герои. Также иногда подрабатывает почтальоном.
- Миссис Пекер (англ. Mrs. Packer) — рыжая крыса, супруга мистера Пекера и совладелица его магазина.
- Септимус (англ. Septimus) — длинный оранжевый удав, один из самых старых и мудрых жителей деревни. Носит красные очки. Всегда готов дать ребятам совет на любой случай жизни и уберечь от возможной опасности. Живёт на дереве возле реки.

## Саундтрек
Оригинальную заглавную песню «Little Mouse on the Prairie» написали основатели Saban Entertainment Шуки Леви и Хаим Сабан (в титрах указан, как Касса Мачи). В 2000 году Кристина Д’Авена исполнила для итальянской версии мультсериала песню «Tiritere e Ghirigori per due topi in mezzo ai fiori».

## DVD релизы
В Германии было выпущено два DVD-диска, на каждом из которых содержалось по три серии. Первый появился в продаже 25 февраля 2004 года (содержит серии с 1 по 3), второй — 10 мая 2004 года (содержит серии с 4 по 6). О релизе остальных серий ничего неизвестно.
2 апреля 2011 года мультсериал был выпущен на DVD в Китае. Набор из пяти дисков содержит все 26 серий на севернокитайском и английском языках. Кроме этого имеются субтитры на упрощённом китайском.
О релизах на территории России и США также ничего неизвестно.

## Награды
В 1998 году мультсериал выиграл Golden Boy Award в рамках четвёртого Национального детского ТВ-фестиваля, а также получил специальный приз в категории «Анимация» на 16-м вручении премии Golden Eagle Award.

## Список серий
1. «Большое плавание» (The Whole Toot) / «Кладоискатели» (Treasure Hunt)
2. «Все на ярмарку» (All`s Fair) / «Вниз по реке» (Down the Creek)
3. «Пропавшие очки» (A Pair of Spectacles) / «С кем интереснее?» (Popularity Contest)
4. «Хочешь поработать?» (Get a Job) / «Закрой рот на замок» (Shut My Mouth)
5. «Вслед за попрыгунчиком» (Follow That Leader) / «Зелёная шапочка» (Little Green Riding Hood)
6. «Утиный полёт» (Quack Up) / «Весенняя уборка» (Spring Cleaning)
7. «Блоссом кричит волк» (Blossom Cries Wolf) / «Осгуд-снеговик» (Osgood the Snowman)
8. «Вместе веселее» (The More the Merrier) / «Уроки музыки» (Fiddlin` Around)
9. «Дождик, дождик, перестань!» (Rain, Rain Go Away) / «Растёт, как сумасшедший» (Growing Like Crazy)
10. «Спасибо Фангу» (Fangs a Lot) / «Мастер Кол» (Handyman Cal)
11. «Суматоха из-за летучей мыши» (Going Bats) / «Осгуд и фасоль» (Osgood & the Beanstalk)
12. «Гений свалки» (Junkyard Genius) / «Ночь страхов» (Fright Night)
13. «Достанется вам на орехи!» (Nuts to You) / «Лучший подарок для всех» (The Best Gift of All)
14. «Весёлая вечеринка» (Surprised Party) / «Держите вора!» (To Catch a Thief)
15. «Мы идём в поход» (A Camping We Will Go) / «Каково быть леди?» (Lady For a Day)
16. «Нарядное платье» (A Clothes Call) / «Не забывай» (Forget Me Not)
17. «Призрак Вороньего ручья» (The Creature of Crawdaddy Creek) / «Папина помощница» (Pa’s Little Helpers)
18. «Странная рыбалка» (A Fishy Story) / «Трусливые коты» (Scaredy Cats)
19. «Всё выше и выше» (Up, Up and Away) / «Гороховый конкурс» (Peas and Thank You)
20. «Большое приключение Битти» (Bitty’s Big Adventure) / «Дорогой Пэтч» (Dear Patches)
21. «Конкуренты по редиске» (Radish Rivals) / «И никаких костей» (No Bones About It)
22. «На арене цирка» (Barnyard Circus) / «Волшебная лампа Би Си» (B.C. and the Magic Lamp)
23. «Без ума от театра» (Stage Struck) / «Лимонадные войны» (Lemonade Wars)
24. «Розыгрыш» (Call of the Wild) / «Кулинарный конкурс» (Squeaky Corners Cook-Off)
25. «Чемпионат по бейсболу» (Batter Up) / «Звёздный камень» (Rock Star)
26. «Всем спасибо» (Thanks For Giving) / «Снова дома» (Home Again)

## Русский дубляж
Роли дублировали:
- Владимир Маслаков
- Светлана Шейченко
- Татьяна Иванова